# 紐菲爾德 (紐約州普查規定居民點)
紐菲爾德（英語：Newfield）是位於美國紐約州湯普金斯縣的普查規定居民點。

## 人口
根據2020年美國人口普查的數據，紐菲爾德的面積為3.26平方千米，皆為陸地。當地共有人口725人，而人口密度為每平方千米222.39人。